# Eilema cribroides
Eilema cribroides är en fjärilsart som beskrevs av Kendrick 1914. Eilema cribroides ingår i släktet Eilema och familjen björnspinnare. Inga underarter finns listade i Catalogue of Life.